# Neolophonotus incisuralis
Neolophonotus incisuralis är en tvåvingeart som först beskrevs av Macquart 1838.  Neolophonotus incisuralis ingår i släktet Neolophonotus och familjen rovflugor. Inga underarter finns listade i Catalogue of Life.